# Lünen Hauptbahnhof
Lünen Hauptbahnhof – główny dworzec kolejowy w Lünen, w kraju związkowym Nadrenia Północna-Westfalia, w Niemczech. Stacja została otwarta w 1928. Znajdują się tu 2 perony.